# Шварцбург-Рудолщат
Шварцбург-Рудолщат (на немски: Fürstentum Schwarzburg-Rudolstadt) е княжество в Свещената римска империя в днешна Тюрингия, което през 1599 г. е образувано първо като Графство Шварцбург-Рудолщат (Grafschaft Schwarzburg-Rudolstadt) и от 1710 до 1918 г. е княжество. След свалянето на монархията територията отива през 1918 г. към Свободната държава Шварцбург-Рудолщат (Freistaat Schwarzburg-Rudolstadt) и през 1920 г. към страната Тюрингия.
Княжеството се управлява от фамилията Дом Шварцбург. Столица е град Рудолщат и има площ от 941 км² (1910) и 75 523 (1871), 93 059 (1900), 100 702 (1910) жители.

## История
След смъртта на граф Гюнтер XLI през 1583 г. неговите два братя си разделят Графство Шварцбург и образуват от 1584 г. двете главни линии Шварцбург-Арнщат и Шварцбург-Рудолщат.
На 21 ноември 1599 г. Шварцбург чрез договор е отново е разделен и се създават двете графства и по-късни княжества Шварцбург-Рудолщат и Шварцбург-Зондерсхаузен, управлявани от фамилията Дом Шварцбург. Първият владетел на Шварцбург-Рудолщат е Албрехт VII от Шварцбург-Рудолщат (1583 – 1605).
Император Леополд I издига владетеля през 1697 г. на имперски княз. Алберт Антон не приема издигането. През 1710 г. император Йозеф I повтаря отново издигането, и Шварцбург-Рудолщат акцептира. Приемането в съвета на Имперските князе става едва през 1754 г.
Последният регент на двете княжества до Ноемврийската революция 1918 г. е княз Гюнтер Виктор (1852 – 1925).

## Галерия
- Резиденцията дворец Хайдецксбург в Рудолщат
- Дворец Шварцбург
- Граф Албрехт VII фон Шварцбург-Рудолщат (1537 – 1605)
- Княз Фридрих Гюнтер фон Шварцбург-Рудолщат (1793 – 1867)
- Княз Алберт фон Шварцбург-Рудолщат (1798 – 1869)
- Княз Гюнтер Виктор (1852 – 1925)
- Анна-Луиза фон Шварцбург-Рудолщат (1871 – 1951), съпруга на Гюнтер Виктор